# Distance (Utada Hikaru)
Distance è il secondo album studio in lingua giapponese (il terzo in totale) della cantante Utada Hikaru, pubblicato il 28 marzo 2001.
Distance è il quarto album più venduto di tutti i tempi in Giappone con oltre 4.47 milioni di copie vendute, dei quali tre milioni venduti soltanto nella prima settimana nei negozi, stabilendo un record nell'industria discografica giapponese. Secondo la Oricon, Distance è l'album giapponese più venduto del decennio.
Secondo la IFPI l'album è al decimo posto della classifica dei cinquanta album più venduti al mondo del 2001.

## Tracce
1. Wait & See: Risk - 4:48 (Jimmy Jam, Terry Lewis, Utada Hikaru)
2. Can You Keep a Secret? - 5:08 (Akira Nishihira, Yuichiro Honda)
3. Distance - 5:30 (Kei Kawano, Utada Hikaru)
4. Sangurasu - 4:46 (Shin'ichiro Murayama)
5. Dorama - 4:36 (Shin'ichiro Murayama)
6. Eternally - 4:45 (Shin'ichiro Murayama)
7. Addicted to You (Up-in-Heaven Mix) - 5:19 (Jam and Lewis)
8. For You - 5:22 (Kei Kawano)
9. Kettobase! - 4:31 (Akira Nishihira, Hikaru Utada)
10. Parody - 5:25 (Kei Kawano)
11. Time Limit - 4:55 (Rodney Jerkins)
12. Kotoba ni Naranai Kimochi - 5:03 (Shin'ichiro Murayama)
13. Hayatochi-Remix (Bonus Track) - 4:10 (Hikaru Utada)